# Шишканинець Василь Васильович
Шишканинець Василь Васильович (псевдо: «Бір» за іншими джерелами Козеринський Іван; нар. 25 грудня 1921, с. Лавочне, Сколівський район, Львівська область — пом. 28 лютого 1948, поблизу с. Завадка, Сколівський район Львівська область) — український військовик, поручник УПА, ад'ютант курінного «Рена», сотенний «Ударники-3».

## Життєпис
Старший син у сім'ї Василя Шишканинця та Анастасії Кожан.
Початкову освіту здобув у Лавочному, продовжив навчання у Рільничій школі у Жаб'ю (нині Верховина).
По закінченню навчання повернувся додому, став активістом «Просвіти» і членом ОУН.
1939 — вступив до лав «Карпатської Січі». Після поразки Карпатської України потрапив на деякий час до в'язниці.
З приходом радянської влади в Західну Україну (вересень 1939) втік на Лемківщину, де очолив поліцейський відділ у с. Команча.
З часом гестапівці виявили його належність до ОУН-Б і кинули до в'язниці, звідки він незабаром утік.

### В УПА
У 2-й половині 1944 вступив до лав УПА. Брав активну участь у формування куреня «Лемківщина — Захід», був ад'ютантом курінного «Рена».
У березні 1945 провів великий бій у Струбовиськах, під час котрого вбили командира штурмової роти НКВД капітана Головенка.
На початку 1947 «Бір» разом із Степаном Стебельським — «Хріном» мали великий бій із дивізією польського війська в районі сіл Середнє Велике — Луків — Хоцень.
В лютому 1947 «Бір» потрапив у польське оточення. Знищивши близько 180 ворогів, його сотня успішно вирвалася з нього.
1 квітня 1947 — влаштував засідку на шосе Балигород-Тісна, під час якої було вбито 32 польських солдатів і офіцерів.
17 червня 1947 — відділи «Бора» та «Хріна» разом прорвалися через кордон і перейшли на територію УРСР, 12 осіб зі складу його сотні опинилися у Словаччині, де 10 з них потрапило в полон, а 2 загинуло.
Загинув 28 лютого 1948 під час облави радянських військ у Майданських лісах між селами Мита, Росохач і Багнувате. Перепохований разом із іншими повстанцями 1991 року на цвинтарі селища Бориня.